# Baia di Bertraghboy
La baia di Bertraghboy (Bertraghboy Bay in inglese) è una delle baie del Connemara meridionale ad ovest di quella di Galway. 

## Descrizione
La baia si estende, affacciandosi a sud, grosso modo dai centri di Roundstone a Moyrus ed è formata da due bracci di mare che entrano nella terraferma. Altri centri sulla baia sono Toombeola, Cashel, Bunnahown, Gowla e Glinsce, mentre al centro ci sono vari isolotti, il più grande di quali è Inishnee.